# 王敏川
王 敏川（おう びんせん）は台湾彰化県出身の政治活動家。台湾文化協会の最後の委員長である。
1919年に早稲田大学に入学し社会主義の信奉者となった。政治犯として1923年に逮捕され、また1928年には台南墓地事件により再度投獄されている。1931年1月5日、左派が主流派を占めた台湾文化協会で中央委員長兼財務部長に選出され、工農運動及び台湾共産党への支持を表明し、同年投獄され1938年に釈放されている。釈放後まもなく1942年に死去した。
戦後は国民政府により“抗日英雄”としてzh:忠烈祠に祀られたが、1958年9月3日に台湾共産党の幹部であったことを理由に忠烈祠より除籍されている。しかし王敏川本人は台湾共産党には入党していない。